# Незрима загроза
Незрима загроза (англ. Nowhere in Sight) — американський трилер 2001 року.

## Сюжет
Під час звичайної пробіжки Карлі Бауерс потрапляє під машину. У результаті аварії вона сліпне. Поступово Карлі пристосовується до свого становища, у неї з'являється бойфренд. Але одного разу, коли друг Карлі ненадовго їде, до неї в будинок проникають двоє зловмисників. Вони вимагають, щоб Карлі повідомила їм код до сейфа її дядька.

## У ролях
- Хелен Слейтер — Карлі Бауерс
- Крістофер Хейєрдал — Льюїс Гілс
- Ендрю МакКарті — Ерік Шелтон
- Річард Жютра — Дерріл Хіггінс
- Міклос Перлус — Шон Фінлі
- Марк Камачо — Марк Корі
- Лінн Адамс — Еллі
- Френк Фонтейн — Френк Бауер
- Джоанна Нойес — Енн Мерфі
- Кевін Вудхаус — Mover
- Енн Нахабідіан — Ангел
- Андреа Седлер — Коко
- Крістіан Пол — доставщик піци